# Saúl Calandra
Saúl Horacio Calandra (La Plata, 22 ottobre 1904 – General Pinto, 14 maggio 1973) è stato un calciatore argentino, di ruolo centrocampista.

## Caratteristiche tecniche
Operava a centrocampo; era dotato di una grande forza fisica e di una corporatura possente (in virtù della quale ricevette il soprannome El Toro) ed era abile a interrompere le azioni avversarie facendo ripartire la propria squadra. Giocò prevalentemente come centromediano.

## Carriera

### Club
Debuttò nell'Estudiantes nel 1922, e vi rimase fino al 1929. Del club fu sia difensore che centrocampista, nonché uno dei principali componenti della squadra in cui militò insieme ai fratelli Jorge e Ricardo. In seguito alla partecipazione alle Olimpiadi faticò a ritrovare la condizione atletica e dovette ritirarsi nel 1929.

### Nazionale
Escluso dal Campeonato Sudamericano del 1927 a causa di un infortunio, nel 1928 tornò a far parte dei convocati dell'Argentina: il commissario tecnico José Lago Millán lo chiamò per integrare la rosa dei partecipanti a Amsterdam 1928. In tale competizione giocò contro il 29 maggio contro gli Stati Uniti.

## Palmarès

### Nazionale
- Argento olimpico: 1

Amsterdam 1928